# Infrabel
Infrabel nv is de spoorwegbeheerder van België. Infrabel is daarbij verantwoordelijk voor het onderhoud, modernisering, uitbreiding en beheer van het Belgische spoorwegnet. Infrabel is vergelijkbaar met ProRail in Nederland. De hoofdzetel van Infrabel is gelegen in Brussel.

## Organisatie
In 2005 gaf de Europese Unie toestemming om het spoorverkeer te liberaliseren. Dit resulteerde op Belgisch niveau in 2005, in de omvorming van de NMBS naar de NMBS-Groep. De groep omvatte toen drie bedrijven. Elk bedrijf is een naamloze vennootschap met het statuut van een autonoom overheidsbedrijf. Dit houdt in dat alle taken die uitgevoerd worden door deze drie bedrijven van openbare dienst zijn. Zij werden bij wet door het parlement vastgesteld en staan genoteerd in een beheerscontract met de Belgische staat.
- Infrabel beheert de infrastructuur van het Belgische spoornet. Spoorinfrastructuur betekent hier niet enkel de rails, maar ook de bovenleidingen, de wissels, de overwegen, de seinen, de stopplaatsen zonder bemand loket, … Kortom alles wat een trein doet rijden. Het publiek kent een werknemer van Infrabel vooral van zijn werkzaamheden op en rond het spoor.
- De NMBS is een spoorwegbedrijf dat personen en goederen vervoert per trein. De NMBS is dus verantwoordelijk voor de treinen zelf wat betreft aantal, onderhoud en treinpersoneel. Daarnaast is de NMBS ook verantwoordelijk voor alle grote en kleine bemande stopplaatsen en de verkoop van vervoerbewijzen. Het publiek kent de NMBS vooral via de treinbegeleiders, het loketpersoneel en de treinbestuurders.
- Tussen 2005 en einde 2013 ontwikkelde en onderhield NMBS-Holding de 35 grote Belgische stations, de parkeerplaatsen en de fietsstallingen. Stations die beheerd werden door de NMBS-Holding, konden herkend worden aan de gekleurde palen aan de ingang. Wat bewaking en veiligheid betreft, was de NMBS-Holding dan weer wel verantwoordelijk voor alle stations, alsook de treinen. Daarnaast was de NMBS-Holding ook de werkgever van alle personeelsleden van de NMBS-Groep, verzorgde zij de sociale relaties en had zij een coördinerende rol binnen de Groep.

Op 1 januari 2014 verdween de NMBS-groep. Infrabel werd een autonoom overheidsbedrijf. NMBS-Holding fuseerde met NMBS en verandert zijn naam tot NMBS. Er werd een HR-Rail-firma opgericht, dat een filiaal is van zowel Infrabel als van NMBS. HR-Rail zorgt voor het personeelsbeheer (werkgever en loonberekening) van de twee spoorbedrijven.

## Activiteiten van Infrabel

### Bouw en onderhoud van het net
Infrabel is verantwoordelijk voor het beheer, onderhoud, vernieuwing en ontwikkeling van het Belgische spoorwegnetwerk. Dit gebeurt onder meer door regionale teams die meteen ter plaatse kunnen ingrijpen mochten er technische problemen opduiken inzake elektriciteit, seininrichting, kunstwerken en sporen. Infrabel voert bovendien ook op regelmatige tijdstippen algemene inspecties uit. Zo’n inspectie zorgt ervoor dat verouderde infrastructuur en defecte onderdelen meteen worden gespot en tijdig worden vervangen en/of hersteld.

### Treinverkeer coördineren
Een tweede belangrijke taak van Infrabel bestaat uit het coördineren en leiden van het treinverkeer. Dit gebeurt in real time door de dienst Traffic Control. Deze bevindt zich in Brussel en staat als centrale controletoren voortdurend in contact met de seinhuizen verspreid over heel België. Traffic Control is op de hoogte van alle factoren die veranderingen en vertragingen op het spoornet veroorzaken. Dit kan gaan van onderhoudswerken tot incidenten. Deze informatie ligt aan de basis van verschillende acties:
- aanpassen van de reiswegen;
- aanpassen van de dienstregeling;
- een stoptrein laten wachten zodat een snellere trein hem kan inhalen (een langeafstandstrein heeft altijd voorrang op een lokale trein).

Traffic Control is dan ook de dienst bij uitstek om informatie rechtstreeks van het spoor te vergaren. Tot medio 2015 werd er gebruikgemaakt van Railtime, het instrument waarmee deze informatie gecommuniceerd werd, en dat in nauw contact stond met Traffic Control. Tegenwoordig gebeurt deze informatieoverdracht via de website van NMBS.

### Toegang tot het netwerk verlenen
Infrabel heeft ook enkele klanten, namelijk de spoorwegbedrijven die reizigers en goederen vervoeren. De NMBS is hierbij Infrabels bekendste klant. Daarnaast zijn er nog een aantal andere nationale en internationale spoorwegoperatoren toegelaten op het Belgische spoornet.
Volgens het beheerscontract is het de opdracht van Infrabel om op een rechtvaardige en niet-discriminerende manier toegang te geven aan elke spoorwegonderneming die gebruik wil maken van de Belgische spoorinfrastructuur. Uiteraard dient er wel aan een aantal voorwaarden voldaan te worden en moet de operator zich houden aan enkele veiligheidsvoorschriften.
Dit zijn de spoorwegbedrijven die anno 2024 klanten zijn van Infrabel:
- Voor reizigersvervoer:
  - NMBS (de hogesnelheidstreinen ICE en TGV rijden onder deze licentie)
  - Eurostar
- Voor goederenvervoer (sinds 2007 geliberaliseerd):
  - Lineas, opvolger van B-Cargo, de operator vóór de liberalisering
  - Captrain Belgium NV, dochteronderneming van SNCF Fret
  - Crossrail Benelux NV, opvolger van Dillen & Le Jeune Cargo
  - CFL Cargo, deel van de Luxemburgse spoorwegen en op het Belgische spoor sinds 2014[4]
  - DB Cargo NL
  - DB Schenker Euro Cargo Rail
  - Europorte, deel van Groupe Eurotunnel
  - HSL Polska, gelinkt aan HSL Logistik en op het Belgische spoor sinds 2017[5]
  - Railtraxx, sinds 2011
  - Rotterdam Rail Feeding, sinds 2009[6]
  - SNCF Fret, deel van de Franse spoorwegmaatschappij SNCF
  - Rurtalbahn Cargo Netherlands

## Enkele cijfers
Tussen 2008 en 1 januari 2014 was Infrabel voor 7,34% eigendom van de federale staat en voor 92,66% eigendom van de NMBS-Holding. Om de onafhankelijkheid van Infrabel te waarborgen, werd toen bij wet vastgelegd dat de staat meer stemgerechtigde aandelen had dan de NMBS-Holding. De verhouding lag voor 20% bij de NMBS-Holding en 80% +1 stem bij de federale staat.
In 2021 was 99,3% van Infrabel in handen van de Belgische Staat.
Bij Infrabel werken ongeveer 12.500 (2012) mensen, in 2021 was dit gedaald naar 10.225.

## Bestuur
| Periode      | Voorzitter             |
| ------------ | ---------------------- |
| 2005 - 2009  | Antoon Colpaert        |
| 2009 - 2016  | Christine Vanderveeren |
| 2016 - 2020  | Herman De Bode         |
| 2021 - heden | Jan Cornillie          |

| Periode      | CEO           |
| ------------ | ------------- |
| 2004 - 2020  | Luc Lallemand |
| 2020 - heden | Benoît Gilson |

## Hoofdzetel
In mei 2024 vroeg Infrabel een nieuwe stedenbouwkundige vergunning aan voor de bouw van een nieuwe hoofdzetel met zo'n 1.400 werkplekken, naast het station Brussel-Zuid, langs de Frankrijkstraat, met de naam The Switch (de wissel).